# 薛志義
薛志義（1524年—？），字民服，號槐亭，山東濟南府濱州人，明朝政治人物。

## 生平
嘉靖四十三年（1564年）甲子科山東鄉試第二十名舉人。嘉靖四十四年（1565年）中式乙丑科會試第三百十八名，三甲第二百六十二名進士。户部观政，四十五年六月授灵璧知县，隆慶三年（1569年）十二月升户部主事，万历四年（1576年）六月復除本部，五年正月升员外，五月升郎中，十一月升馬湖知府，八年正月有疾致仕。

## 家族
曾祖薛能；祖父薛啟；父薛梅，母郭氏；繼母田氏。兄志道（省祭）、志德、志學、志忠（庠生）。